# 台州银行
台州银行（英語：Taizhou Bank）是一家总部位于浙江台州的城市商业银行，前身是路桥银座城市信用社，创建于1988年。2002年3月13日成功与8个当地信用社合并为台州市商业银行，注册资本人民币300万元，是中国第一个非国有控股的城市商业银行。2010年9月9日，台州市商业银行正式更名为台州银行。截至2021年，该行注册资金18亿元人民币，下辖有10家分行，299家支行，以及北京、重庆、深圳等地发起成立的7家村镇银行和107家支行。银行总资产2800余亿元。现有员工约10000名。

## 历史

### 城市信用社时期
1988年4月，原先在农行旗下的当地农信社当信贷员的路桥人陈小军辞职下海，与亲友一起集资10万元，在路桥镇老马路74号创办浙江黄岩路桥银座金融服务社，是本行的起源。确立以服务小微企业、个体工商户、“三农”等三小客户为主业，额少、期短、面广、高效为宗旨。当年底，银座金融服务社存款达到170多万元，利润超1万元。
1989年，银座金融服务社在浙江金融界最早推出了“夜市银行”，每天营业13个小时以上，方便小企业客户的金融需求。
1992年3月,更名为黄岩市路桥城市信用合作社 。
1995年2月15日,出台《银座卡业务会计核算实施细则》,2月18日,组建银行卡部,正式对外发行“银座卡”,是全国最早推出银行卡业务的城市信用社。4月30日,推出“银座卡”自动取款业务，同样也为全国城市信用社首例。同年12月25日，为奖励信用社在在黄路椒大环线路桥段工程建设中做出的突出贡献，路桥区委区政府决定把路桥原镇中路命名为“银座街”。
1996年1月，因路桥区成立,更名为台州市路桥城市信用合作社:6月,搬迁至路桥南官大道92号。
1998年7月21日，在有关部门的批准与支持下,路桥城市信用社兼并严重资不抵债的椒江区港口城市信用社，并更名为台州市银座城市信用合作社。
在2002年改组前夕，银座信用社股本增长到1.2亿元，存款余额29.2亿元，贷款余额17.9亿元，年创利5000多万元，不良贷款率到始终低于1%。

### 台州市商业银行时期
2001年，台州地方政府和监管当局为化解金融风险，决定以银座信用社为主兼并该市7家城信社，组建台州市的商业银行。
2002年3月22日，台州市商业银行正式在银座信用社基础上挂牌成立，注册资本3亿元，台州市国资仅参股5%，成为全国首家政府参股但不控股的城市商业银行。此时也一并接手7家城信社3.51亿元的不良资产。
2003年1月,正式向社会发行新版借记卡——大唐借记卡并延续至今。2004年1月大唐贷记卡正式对外发行。
从2006年开始，台州市商业银行的不良资产率再次保持在1%以下。
2005年，台州市商业银行提出“小客户发展”战略。同年，世界银行开始向中国推荐欧洲复兴开发银行的微贷款模式。在国家开发银行的引荐下，台州商行从德国引入该种微贷款模式，并成功进行了本土化改造，推出了以小微企业、个体工商户、家庭作坊及农户为主要服务对象的特色贷款产品——“小本贷款”。
2008年，台州商行引进了招商银行、中国平安等作为战略合作伙伴。

### 台州银行时期

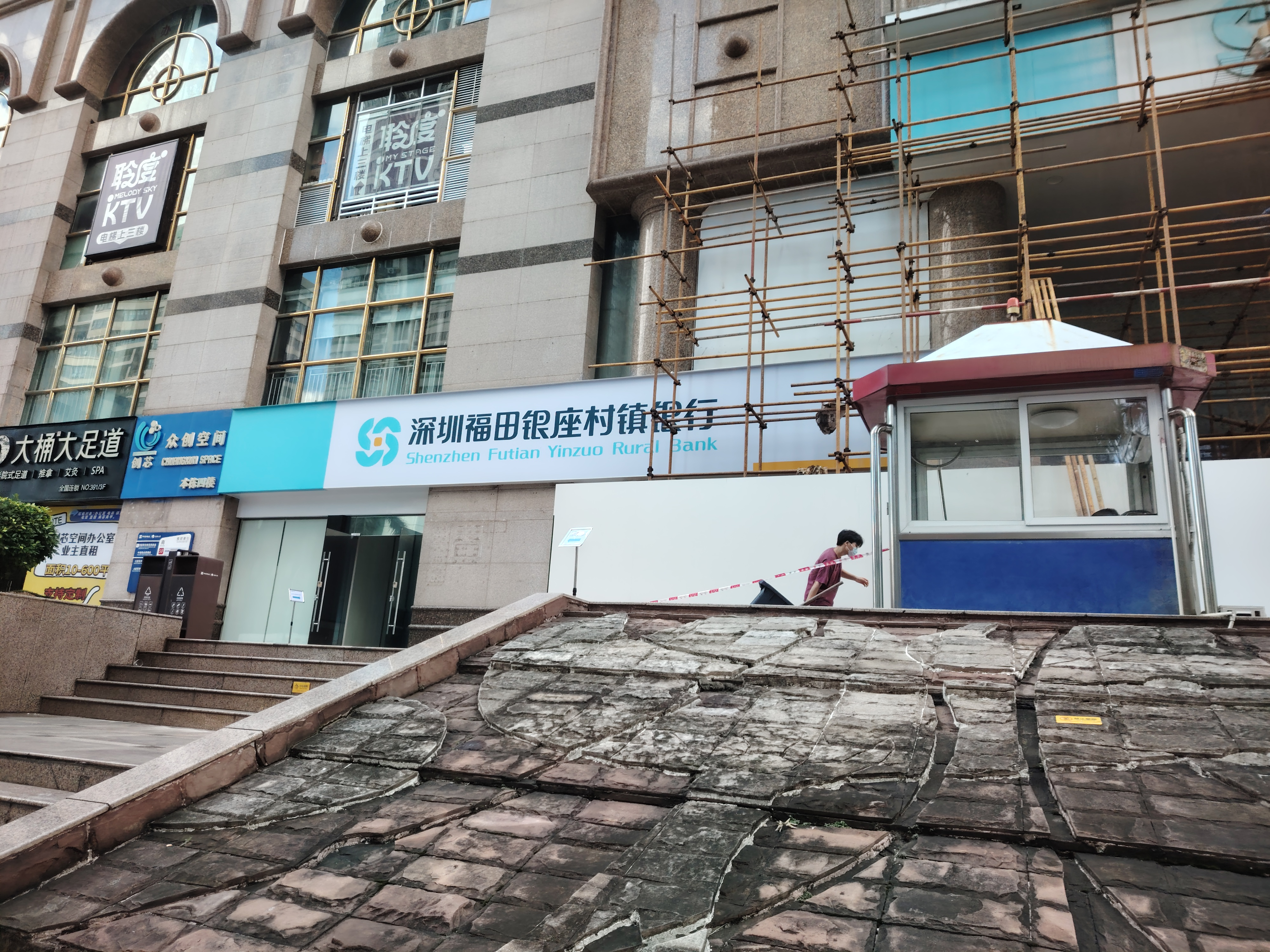
深圳福田银座村镇银行，是台州银行设立第一家省外村镇银行，也是目前单体村镇银行获利最大的一家

2010年，台州市商业银行更名为台州银行。同年2月,首家异地分行舟山分行开业,开始跨区域经营；3月22日，发起设立浙江三门银座村镇银行，拉开以设立“银座系”村镇银行为路线的扩张序幕。9月在深圳福田区设立银座村镇银行，10月在赣州设立首家总分制村镇银行——赣州银座村镇银行
2011年，在北京顺义，浙江景宁，重庆渝北和黔江设立银座村镇银行。
2012年11月9日,本行获准发行金融IC卡。
2021年5月31日，招行以31.21亿元收购中国平安旗下平安信托和平安人寿合计持有的14.8559%的股权。成为台州银行的大股东。

## 荣誉
- 毕马威的研究“中国城市商业银行：策略性选择”（2007年）中，台州银行在中国100家城市商业银行中排名12。[5]
- 2009年8月，《银行家》杂志评选台州市商业银行“全国大型城市商业银行综合竞争力排名第三名”。
- 连续四年被中国银监会授予“小企业金融服务先进机构”称号
- “小本贷款”被中国银行业协会评选为全国服务小企业及三农双十佳金融产品
- 在英国《银行家》杂志2012世界前1000家银行排名中位列670名，较2011年提升了100名
- 香港《亚洲周刊》对亚洲的300家银行进行了综合评估，结果认定台州银行股东权益回报率排名榜首